# Обмінні білети
Обмінні (викупні) білети, також віденська валюта (нім. Einlösungsscheine) — австрійські паперові гроші (див. гроші паперові), випущені на початку XIX століття через розлад грошового господарства і фінансове банкрутство Австрійської імперії. В 1811 році банкоцеттлі замінили новими паперовими грішми. Курс банкоцеттлів знизили до 1/5 їхнього номіналу стосовно нових білетів. У такій пропорції знизився курс мідних монет випуску 1807 року. Шляхом девальвації австрійський уряд 4/5 державного боргу покрив за рахунок трудящих.
З 1811 р. нові паперові гроші оголосили єдиною валютою, яку назвали віденською (Wiener Währung). Розмінними металевими грішми віденської валюти були мідні монети номіналом 3, 1, 1/2 і 1/4 крейцери. З віденського центнеру міді (віденський центнер = 56,006 кг) карбували 213 гульденів і 20 крейцерів.
         
Крім О. (В.) б. в 1813 р. випустили новий вид паперових грошей — антиципаційнні білети (Antizipationsscheine). Їхня кількість так само, як і обмінних білетів, невпинно зростала через військові витрати, що стало причиною їхнього значного знецінення.
Після закінчення воєн відновилось карбування монет за конвенційною стопою. В 1816 році заснований Австрійський нацбанк з правом емісії банкнот без примусового курсу. Банкноти мали обмінювати на срібні монети за номіналом. З 1816 року ажіо срібних монет знизилось; після курсу обмінних білетів 250 гульденів = 100 гульденів конвенційними монетами, уряд провів 1820 року другу девальвацію. Банку уряд доручив вилучити з обігу антиципаційнні білети за допомогою нових банкнот (курс 250 за 100). Процес затягнувся до 1857 року.